# Denys Rebryk
Denys Wołodymyrowycz Rebryk, ukr. Денис Володимирович Ребрик (ur. 4 kwietnia 1985 w Chustie) – ukraiński piłkarz występujący na pozycji napastnika.

## Kariera klubowa
Wychowanek DJuSSz-1 Użhorod, którego barw bronił w juniorskich mistrzostwach Ukrainy (DJuFL). Następnie przeniósł się do młodzieżowej drużyny węgierskiego Debreczyna. W 2004 roku rozpoczął karierę piłkarską w Zakarpattia Użhorod, ale występował tylko w drużynie rezerwowej klubu. Latem 2006 roku powrócił do Węgier, gdzie bronił barw FC Hatvan. Na początku 2007 roku został piłkarzem pierwszoligowego Vasasu Budapeszt, a po roku zmienił klub na Jászberényi SE. Latem 2008 roku przeszedł do Lombardu Pápa. Trzy lata później został zawodnikiem BFC Siófok. Podczas przerwy zimowej sezonu 2011/12 odszedł do drugoligowego Ceglédi VSE.